# Shamrock Rovers Football Club
El Shamrock Rovers Football Club (en irlandès: Cumann Peile Ruagairí na Seamróige) és un club de futbol irlandès de la ciutat de Dublín.

## Història
El clubs va ser fundat l'any 1901 (tot i que algunes fonts esmenten com a any de fundació el 1899), al suburbi de Ringsend. El seu nom deriva de l'avinguda Shamrock de Ringsend. Des dels anys 20 fins al 1987, el Shamrock va jugar a Glenmalure Park, a Milltown. Aquest any, l'estadi fou venut i l'equip romangué sense seu fins data d'avui. L'equip jugà a Ballsbridge entre 1990 i 1996.

## Palmarès
- Lliga d'Irlanda: 21
  - 1922-23, 1924-25, 1926-27, 1931-32, 1937-38, 1938-39, 1953-54, 1956-57, 1958-59, 1963-64, 1983-84, 1984-85, 1985-86, 1986-87, 1993-94, 2010, 2011, 2020, 2021, 2022, 2023
- First Division (Segona divisió): 1
  - 2006
- Copa irlandesa de futbol: 25
  - 1925, 1929, 1930, 1931, 1932, 1933, 1936, 1940, 1944, 1945, 1948, 1955, 1956, 1962, 1964, 1965, 1966, 1967, 1968, 1969, 1978, 1985, 1986, 1987, 2019
- Escut de la Lliga d'Irlanda: 18
  - 1924-25, 1926-27, 1931-32, 1932-33, 1934-35, 1937-38, 1941-42, 1949-50, 1951-52, 1954-55, 1955-56, 1956-57, 1957-58, 1962-63, 1963-64, 1964-65, 1965-66, 1967-68
- Copa de la Lliga d'Irlanda: 1
  - 1976-77
- Copa Senior de Leinster: 16
  - 1923, 1927, 1929, 1930, 1933, 1938, 1953, 1955, 1956, 1957, 1958, 1964, 1969, 1982, 1985, 1997

## Jugadors destacats
- Paddy Ambrose
- Eddie Bailham
- Jim Beglin
- Tommy Breen
- Paddy Coad
- Jimmy Dunne
- Patrick Dunne
- Eamon Dunphy
- Tommy Eglington
- Peter Farrell
- Pat Fenlon
- Bob Fullam
- Johnny Fullam
- Bobby Gilbert
- John Giles
- Eoin Hand
- Jackie Jameson
- Jimmy Kelly
- Mick Leech
- Paddy Moore
- Paddy Mulligan
- Liam O'Brien
- Frank O'Neill
- Mick Smyth
- Liam Tuohy
- Tony Ward
- Matt Doherty
- Tommy Donnelly
- Jimmy McAlinden

## Entrenadors
- John Giles
- Jim McLaughlin
- Mick Byrne
- Damien Richardson
- Liam Buckley
- Roddy Collins
- Pat Scully